# 曹仁柱
曺 仁柱（チョ・インジュ、朝: 조인주、英: In-Joo Cho、1969年4月13日 - ）は、韓国のプロボクサー。全羅南道潭陽郡出身。元WBC世界スーパーフライ級王者。

## 来歴
1992年4月18日、韓国でプロデビュー。
1994年1月30日、6戦目で元IBF世界ライトフライ級王者タシー・マカロスと対戦し、10回判定勝ち。
1998年8月29日、13戦目でWBC世界スーパーフライ級王者ジェリー・ペニャロサに挑戦し、12回判定勝ちで無敗のまま世界王座を獲得した。
1999年9月5日、防衛戦で山口圭司と対戦し、最終12回に2度のダウンを奪うなどして判定勝ち。3度目の防衛に成功した。
2000年1月2日、防衛戦でジェリー・ペニャロサと対戦し、12回判定勝ちで4度目の防衛に成功した。
2000年5月14日、防衛戦でフリオ・アビラと再戦し、12回判定勝ちで5度目の防衛に成功した。
2000年8月27日、6度目の防衛戦で徳山昌守と対戦し、12回判定負けで王座から陥落するとともにキャリア初黒星となった。
2001年5月20日、タイトルマッチで徳山昌守と再戦し、5回KO負けで王座奪回に失敗。この試合を最後に引退した。

## 獲得タイトル
- WBC世界スーパーフライ級王座（防衛5）